# Lista över insjöar i Sölvesborgs kommun
Detta är en lista över sjöar i Sölvesborgs kommun baserad på sjöns utloppskoordinat. Om någon sjö saknas, kontrollera grannkommunens lista eller kategorin Insjöar i Sölvesborgs kommun.

## Lista
| Namn        | Koordinat                                     | Sjöid         | VYID          | Yta (km²) | Strandlinje (km) | Höjd (m) | Maxdjup (m) | Volym (m³) | HARO  | Natura 2000 |
| ----------- | --------------------------------------------- | ------------- | ------------- | --------- | ---------------- | -------- | ----------- | ---------- | ----- | ----------- |
| Grundsjön   | 56°07′33″N 14°35′10″Ö / 56.12591°N 14.58621°Ö | 622262-142419 |               |           |                  |          |             |            | 86087 |             |
| Siesjö      | 56°04′27″N 14°33′11″Ö / 56.07411°N 14.553°Ö   | 621624-142209 | 621689-142202 | 0,271     | 2,78             | 14       |             |            | 86087 | Siesjö      |
| Skinsagylet | 56°11′30″N 14°35′17″Ö / 56.19158°N 14.58799°Ö | 622993-142443 |               |           |                  |          |             |            | 86087 | Skinsagylet |